# إبراهام أورتيليوس
أبراهام أورتيليوس (بالإنجليزية: Abraham Ortelius)(ويُعرف أيضًا بأسماء أورتِلس، أورثيليوس، وورتِلس؛ 4 أو 14 أبريل 1527 – 28 يونيو 1598)، هو رسّام خرائط وجغرافي وكوزموغرافي من مدينة أنتويرب في الأراضي المنخفضة الإسبانية. يُعَدّ أورتيليوس مُبتكر أول أطلس حديث مسرح العالم (Theatrum Orbis Terrarum). ويُعدّ إلى جانب جِمّا فريزيوس وجيراردوس مركاتور من مؤسسي المدرسة الهولندية لعلم الخرائط والجغرافيا.
كان أورتيليوس من أبرز شخصيات هذه المدرسة خلال عصرها الذهبي (تقريبًا بين سبعينيات القرن السادس عشر وسبعينيات القرن السابع عشر)، كما كان من الجغرافيين البارزين في إسبانيا خلال عصر الاكتشافات. وغالبًا ما يُعتبر صدور أطلسه عام 1570 البداية الرسمية للعصر الذهبي لعلم الخرائط الهولندي.
يُنسَب إليه كونه أول من اقترح أن القارات كانت متصلة ببعضها البعض في السابق، قبل أن تنجرف إلى مواقعها الحالية.

## روابط خارجية
- إبراهام أورتيليوس على موقع الموسوعة البريطانية (الإنجليزية)
- إبراهام أورتيليوس على موقع إن إن دي بي (الإنجليزية)